# Finanskrisen 2007-2009
Denne side handler om krisen på de globale finansielle markeder 2007-09. De afledte konsekvenser for realøkonomien behandles i Den store recession. Udviklingen specielt i Danmark behandles i Den økonomiske og finansielle krise i Danmark fra 2008. For en generel forklaring af begrebet og henvisninger til andre historiske eksempler, se finanskrise.
Den globale finansielle krise 2007-2009 anses normalt for at være den værste finanskrise siden den store depression i 1930'erne.
Faldende boligpriser i USA udløste en række konkurser og tvangsauktioner, der spredte sig til mange banker og finansielle virksomheder, indtil hele det globale finansielle system blev grebet af panik og frøs til. Den finansielle krise med renteuro og kraftigt faldende aktiekurser spredte sig til realøkonomien med lukninger af virksomheder, arbejdsløshed og generelt faldende økonomisk aktivitet til følge. Ofte anvendes betegnelsen "finanskrise" i daglig tale om den resulterende realøkonomiske lavkonjunktur (den store recession), men begrebet finanskrise går mere specifikt på forholdene indenfor den finansielle sektor.
Finanskrisen havde en række eftervirkninger i de lande, den ramte. Selvom krisen startede i USA, blev virkningen i Europa og især i euroområdet mere langtrukken, idet der senere opstod en særlig europæisk statsgældskrise som konsekvens af den oprindelige finanskrise.

## Forløb
Krisen havde sit udspring på det amerikanske marked for subprime-lån. Dette marked fik store problemer, da de amerikanske boligpriser begyndte at falde fra midten af 2006 efter en årrække med stadige husprisstigninger. Faldet i boligpriserne tog til i 2007. Mange boligejere oplevede derfor, at deres friværdi forsvandt. Dermed forsvandt også muligheden for, at de kunne optage nye lån i deres huse, hvilket for mange var en forudsætning for, at de fortsat kunne betale renter og afdrag på deres eksisterende lån. Denne situation førte til, at et stigende antal boligejere måtte gå fra hus og hjem. Sikkerheden for de værdipapirer, der havde sikkerhed i fast ejendom, blev dermed også tvivlsom, hvilket beskadigede de finansielle institutioner på globalt plan. Fra foråret 2007 begyndte flere finansielle institutioner, der lå inde med subprime-obligationer, at registrere stigende tab. Det medførte voksende uro, som spredte sig igennem det finansielle system. Krisen kulminerede, da det store amerikanske investeringshus Lehman Brothers indgav konkursbegæring den 15. september 2008. Denne begivenhed fik aktieindeks verden over til at dykke kraftigt, og handelen imellem alverdens finansielle institutioner gik i stå, så de globale aktiemarkeder frøs til is.
Myndighederne i de berørte lande reagerede på en række forskellige måder for at inddæmme krisen. Verdens store centralbanker lempede pengepolitikken yderligere via rentesænkninger og forskellige former for kvantitative lempelser. Samtidig blev en række finanspolitiske lempelser vedtaget. I USA vedtog kongressen således i oktober 2008 en redningspakke på forslag af præsident George W. Bush, og i februar 2009 endnu en stimulanspakke (American Recovery and Reinvestment Act of 2009) foreslået af den nye præsident Barack Obama. I juni 2009 fremlagde den amerikanske regering en række forslag til at forbedre reguleringen af finansmarkederne fremover. I løbet af foråret 2009 vendte tilliden på de amerikanske finansmarkeder efterhånden tilbage. I april 2009 erklærede det amerikanske tidsskrift Time Magazine således bankkrisen for overstået. New York Times udråbte i 2011 marts 2009 til at være krisens lavpunkt, hvorefter de finansielle markeder begyndte at restituere sig.

## Datering
Der findes forskellige udlægninger af den præcise datering og dermed varigheden af krisen. Finanskrisens forløb har heller ikke været det samme i USA, hvor krisen startede, og de øvrige lande, hvortil den efterhånden bredte sig. Desuden forveksles tit forløbet af den egentlige finanskrise (dvs. krisens forløb indenfor den finansielle sektor) og den bredere økonomiske krise, som den gav startskuddet til, og som ofte også i almindelig tale benævnes "finanskrisen".
Ifølge den danske økonomiprofessor Peter Birch Sørensen startede krisen så småt i foråret 2007, hvor begivenhederne på det amerikanske marked for subprime-lån begyndte at medføre bekymring i bredere kredse. Også det danske Udvalget om finanskrisens årsager (Rangvid-udvalget, opkaldt efter formanden, professor Jesper Rangvid) under Erhvervs- og Vækstministeriet daterede i sin rapport fra 2013 den globale finanskrises begyndelse til 2007. Andre iagttagere regner Lehman Brothers' konkursdato som startpunktet for den egentlige finanskrise og daterer altså først selve krisens start til efteråret 2008.
Man kan få et indtryk af usikkerheden på de finansielle markeder ved at betragte en finansiel indikator som det amerikanske såkaldte TED spread (jf. illustration). Det er forskellen (rentespændet) mellem kortfristede amerikanske statsgældsbeviser og lånerenten på interbankmarkedet. Da de amerikanske statsgældsbeviser opfattes som risikofrie, afspejler dette rentespænd den forventede kreditrisiko i den finansielle sektor. Det ses, at rentespændet steg kraftigt i sommeren 2007 og derefter var præget af betydelige udsving i de næste par år. I september 2008 i forbindelse med Lehman Brothers' konkurs nåede det op på næsten 5 pct.point. Derefter faldt det igen, og i sommeren 2009 nåede det ned på samme niveau som før stigningerne i sommeren 2007. Dette rentespænd peger således på, at finanskrisen varede fra sommeren 2007 til sommeren 2009, selvom de realøkonomiske efterdønninger i en række lande fortsatte i flere år efter og endda nogle steder forstærkedes.
Også andre kilder vurderer tidspunktet for selve krisens afslutning til at være mellem slutningen af 2008 og starten af 2009.

### Finanskrisen i Danmark
For Danmarks vedkommende daterer Rangvid-udvalget den danske finanskrises begyndelse til sammenbruddet i Roskilde Bank sommeren 2008, og dens afslutning til efteråret 2010. I dette tidsrum "gennemlevede Danmark en egentlig systemisk finansiel krise i pengeinstitutsektoren som følge af store tab og nedskrivninger samt store likviditetsmæssige udfordringer i pengeinstitutterne." Simultant oplevede Danmark, ligesom en række andre lande, en korrektion på boligmarkedet omkring 2007.

## Årsager
Mange årsager til finanskrisen er blevet foreslået, med en varierende modtagelse blandt eksperter.

### Markedsfejl i den finansielle sektor
Økonomiprofessor, tidligere vicedirektør og cheføkonom i Nationalbanken og tidligere overvismand Peter Birch Sørensen har udarbejdet en analyse af de grundlæggende årsager til finanskrisen. Han peger på, at der er forskellige grundlæggende forhold (såkaldte markedsfejl) i den finansielle sektor, der kan give anledning til for stor gældsætning og risikotagning, og at priserne på finansielle aktiver ikke altid afspejler den samfundsmæssige investeringsrisiko. Disse markedsfejl er derfor en potentiel kilde til ustabilitet. Det drejer sig ikke mindst om, at det begrænsede økonomiske ansvar hos aktionærerne i et finansielt aktieselskab (f.eks. en bank) opmuntrer til overdreven risikotagning og gældsætning. Samtidig er der i den finansielle sektor særlige problemer med asymmetrisk information, der medfører, at indskydere og lånere ofte kun har begrænset viden om risikoen i de mange forskellige investeringsmuligheder, som en moderne finansiel virksomhed står overfor. Problemerne forstærkes af de offentlige indskydergarantiordninger, der fjerner indlånernes incitament til at overvåge bankernes sundhedstilstand, og det såkaldte ”too-big-to-fail”-problem: Staten kan føle sig presset til at redde nødlidende banker, eller i hvert fald til at holde deres kreditorer skadesløse, af frygt for konsekvenserne af, at den lader en stor finansiel institution gå ned. De forskellige markedsfejl fører også til, at finansielle institutioner ofte vil indrette sig med en uhensigtsmæssig lav egenkapital.

### Mangelfuld offentlig regulering
Eksistensen af disse markedsfejl medfører, at det er meget vigtigt, at der er en effektiv offentlig regulering af bankvæsenet, der kan modarbejde tendenserne til en systematisk overdreven risikotagning. Forskellige forhold op til udbruddet af finanskrisen gjorde imidlertid, at reguleringen ikke var tilstrækkelig. For det første opstod i USA et omfattende såkaldt skyggebanksystem, der ikke var underkastet den traditionelle bankregulering. F.eks. var Lehman Brothers en del af dette skyggebanksystem. For det andet opbyggede mange banker i årene op til finanskrisen et stigende indlånsunderskud, der var finansieret via kortfristede lån og gældspapirer. Denne finansieringsform var et stort problem, da der pludselig opstod problemer med at få refiansieret gælden. For det tredje var der i årene inden finanskrisen fremkommet stadigt mere komplicerede typer af værdipapirer (såkaldte strukturerede værdipapirer), hvis risikoegenskaber var svære at gennemskue, også for professionelle i sektoren. Samtidig viste de forskellige ratingbureauers rådgivning og vurderinger sig at være upålidelige, dels på grund af manglende viden også hos disse bureauer om værdipapirernes egenskaber, og dels på grund af incitamentsproblemer hos ratingbureauerne selv, der blev betalt af de forskellige finansielle institutioner, hvis produkter de skulle vurdere. Der skete desuden en direkte politisk deregulering af den finansielle sektor i bl.a. USA i årene inden krisen, hvilket forstærkede incitamentsproblemerne i sektoren. Endelig har også den amerikanske centralbank Federal Reserve (Fed)s pengepolitik, der opretholdt et meget lavt renteniveau i perioden op til finanskrisen, bidraget til de finansielle bobler, der gik forud for krisen.
Ligeledes peger Levin-Coburn-rapporten fra det amerikanske senat på, at krisen bl.a. var et resultat af høj risikotagning, komplekse finansielle produkter, skjulte interessekonflikter, mangel på indgreb fra myndighedernes side og kreditvurderingsbureauernes selvstændige rolle."

### Årsager til den danske finanskrise
For Danmarks vedkommende konkluderede Rangvid-udvalget, at "Finanskrisen i Danmark opstod som konsekvens af et kompliceret samspil mellem en række forudgående forhold, herunder en forholdsvis høj og tilsyneladende holdbar økonomisk vækst, der medførte en udbredt optimisme og deraf følgende generel undervurdering af risiko, procyklisk (konjunkturmedløbende) finanspolitik, procyklisk regulering af den finansielle sektor, lempelige finansielle vilkår, risikosøgende kreditinstitutter og utilstrækkelig selskabsledelse i en række pengeinstitutter. Årsagen til finanskrisen er således en kombination af mange faktorer – både internationale og nationale – der spillede sammen, og det er derfor ikke muligt at udpege én årsag eller én skurk bag den finansielle krise."

## Eftervirkninger
Selvom den egentlige globale krise for finansmarkederne efter de fleste iagttageres mening var overstået i sommeren 2009, har de økonomiske efterdønninger efter krisen varet meget længere. Dels har de afledte realøkonomiske konsekvenser i mange lande varet betydeligt længere. Det gælder ikke mindst i Europa, hvor finanspolitiske problemer og den selvstændige europæiske statsgældskrise i de efterfølgende år har hindret et konjunkturmæssigt opsving. Finanskrisen har også internationalt ført til ønsker om en mere effektiv regulering af banker og andre finansielle institutioner, bl.a. i regi af den internationale Basel-komité, hvor man i 2010-11 indgik Basel III-aftalen.
Krisen har mere generelt påvirket offentlighedens tillid til den finansielle sektor negativt. Den har også ført til en forøget opmærksomhed om samspillet mellem finansielle markeder og realøkonomien - sammenhænge, som mange beslutningstagere og økonomer i bagklogskabens lys erkender, har været undervurderet inden finanskrisen.

## Straffede
Utroligt nok er på verdensbasis kun 47 personer pr. 2019 blevet dømt for medskyldighed i finanskrisen. 25 af domfældelserne fandt sted på Island, hvor ansatte i bankerne Kaupthing, Glitnir, Byr og Landsbanki blev idømt fra et halvt år og op til fem og et halvt års fængsel. I 2019 er også styreleder og største ejer i Landsbanki, Björgólfur Guðmundsson, anklaget for bedrageri af omkring 100 franske borgere, der repræsenteres af den norskfødte Eva Joly i en sag, der mangler sidestykke, også globalt. (I USA, hvor krisen startede, er kun en mellemleder i en mellemstor bank blevet idømt fængelsstraf.) Landsbankis filial i Luxembourg anbefalede lånene uden at informere om bankens gældsproblemer. Senere forlangte bankens konkursbo, at kunderne skulle gå fra gård og grund. Statsadvokaten har fremmet krav om at Guðmundsson straffes med fem års fængsel og en bøde på tre og en halv million kroner, samt international arrestordre. Da han var den, der selv lånte mest fra banken, var han også den, der tjente mest på bedrageriet, han er anklaget for.